# Gmina Andrychów
Die Gmina Andrychów [an'drɨxuf]ⓘ ist eine Stadt-und-Land-Gemeinde im Powiat Wadowicki der Woiwodschaft Kleinpolen in Polen. Ihr Sitz ist die gleichnamige Stadt mit etwa 20.700 Einwohnern.

## Geschichte

### Partnergemeinden
- Isny im Allgäu, Baden-Württemberg, seit 1998
- Břeclav in Südmähren, Tschechien, seit 2005
- Landgraaf in der Provinz Limburg der Niederlande, seit 2008
- Priverno in Latium, Italien, seit 2008.

## Gliederung

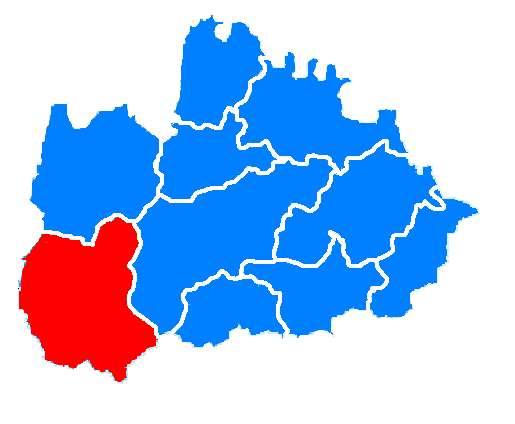
Die Gemeinde im Powiat Wadowicki

Die Stadt-und-Land-Gemeinde besteht aus der namensgebenden Stadt und folgenden Dörfern:
- Brzezinka
- Inwałd
- Roczyny
- Rzyki
- Sułkowice
- Targanice
- Zagórnik

## Wirtschaft
Ein bedeutender Erwerbszweig in der Gemeinde ist der Tourismus. Das Naturschutzgebiet (Rezerwat przyrody Madohora) und die Kleinen Beskiden bieten eine reizvolle Umgebung. Für Mountainbike und Radfahrer stehen eigene Pisten und 400 km Radwege zur Verfügung.